# ملعب بنيامين مكابا

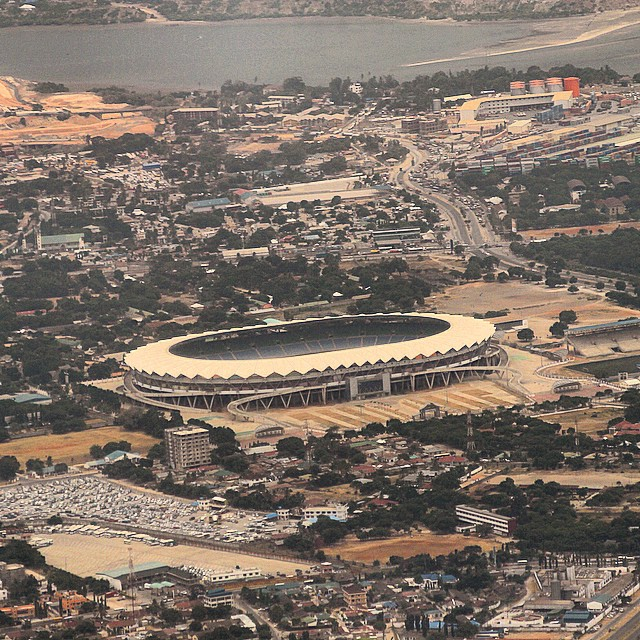
National Stadium

ملعب بنيامين مكابا الوطني هو ملعب متعدد الاستخدام يقع في دار السلام عاصمة تنزانيا . غالبا ما يتم استخدامه لمباريات كرة القدم . يسع الملعب لجلوس 60 ألف متفرج . تم افتتاح الملعب في 2007 وبلغت تكلفة بنائه 56.4 مليار شيلينغ تنزاني . قامت شركة بكين للبناء الهندسي ببناء الملعب حيث أنفقت الحكومة 25 مليون شيلينغ بينما تكفلت الحكومة الصينية ببقية المبلغ . الملعب يتناسب مع المواصفات القياسسية للاتحاد الدولي لكرة القدم والألعاب الأولمبية . أصبح ملعب بينجامين مكابا الملعب الرسمي الذي يلعب عليه منتخب تنزانيا بدلا من ملعب ويليام مكابا .